# اسکار یکم
اسکار یکم (Oscar I of Sweden) ‏ (۱۷۹۹–۱۸۵۹) از سال ۱۸۴۴ تا زمان مرگ پادشاه سوئد و نروژ بود.

## زندگی‌نامه
اسکار اول در سال ۱۷۹۹ در پاریس فرانسه به دنیا آمد.
پدر او شارل چهاردهم پادشاه سوئد و نروژ و مادر او دزیره کلاری (دزیدریا) ملکه سوئد و نروژ بود.
او با ژوزفین دوم (Josephine of Leuchtenberg) نوه ژزفین همسر ناپلئون بناپارت و اولین امپراطریس فرانسه بعد از انقلاب ازدواج کرد. وی از جمله پدر کارل پانزدهم و اسکار دوم و اسکارا بود . اسکارا نخستین فرزند دختر و فرزند پنهانی اسکار اول حاصل از ارتباط پنهانی اش با دختری در زمان ولیعهدیش بود که به جز ملکه دزیدریا هیچ کس از وجود او باخبر نبود .
وی پس از مرگ پدرش کارل چهاردهم به سلطنت رسید.